# Bolyai Társaság (Kolozsvár)
A Bolyai Társaság a romániai magyar felsőfokú oktatás egyik háttérintézménye.
Célja: az önálló magyar felsőoktatási intézményrendszer megteremtésére irányuló jogos és megalapozott közösségi igények támogatása és képviselete, az állami tudományegyetem létrehozását is beleértve, valamint e cél törvényes úton történő megvalósítási módjainak a feltárása.
1990 tavaszán alakult a Bolyai Bizottság utódaként, kolozsvári székhellyel működik. Működteti az Egyetemi Műhely Kiadót. Pályázatokat hirdet, vendégtanár-programot működtet, konferenciákat szervez, könyvtárából számos szakkönyv, periodika és szépirodalmi mű kölcsönözhető.

## Elnökei
- Bodor András (1990)
- Balázs Sándor (1990–1995)
- Horváth Andor (1995–1998)
- Wanek Ferenc (1998–2005)
- Veress Károly (2005–2011)
- Gábor Csilla (2011–2020)
- Rüsz-Fogarasi Enikő (2021–)